# رضا سیکسو صفایی
رضا سیکسو صفایی (۱۹۷۲ ) یک کارگردان و هنرپیشه اهل ایالات متحده آمریکا است. وی از سال ۲۰۰۱ میلادی تاکنون مشغول فعالیت بوده‌است.

## فیلم‌شناسی
| سال  | فیلم                           | نقش              | یادداشت                    |
| ---- | ------------------------------ | ---------------- | -------------------------- |
| ۲۰۰۱ | ایست‌های F                      | شین کتریک        |                            |
| ۲۰۰۱ | دین کیشوت                      | دون آرمسترانگ    |                            |
| ۲۰۰۵ | مردی که نمی‌توانست              | پسرخاله جیک      |                            |
| ۲۰۱۰ | روان‌کاو (مجموعه تلویزیونی)     | دکتر جیسون کاسیم | ۱ اپیزود: فصل ۲, اپیزود ۱۶ |
| ۲۰۱۱ | پلیس‌مخفی‌ها (مجموعه تلویزیونی)  | تاجر             | ۱ اپیزود: فصل ۱, اپیزود ۱۳ |
| ۲۰۱۱ | شرایط                          | مهران حکیمی      |                            |
| ۲۰۱۲ | جای بهتر از این                | جلاد             |                            |
| ۲۰۱۳ | دختری در شب تنها به خانه می‌رود | راکابیلی         |                            |
| ۲۰۱۳ | با من در مونته‌نگرو ملاقات کن   | کینگزلی          |                            |
| ۲۰۱۶ | ارتباط ایرانی                  | بهروز            | نویسنده                    |
| ۲۰۱۹ | اولین تولد                     | بن، بنیامین      |                            |
| ۲۰۲۱ | زندانیان سرزمین شبح            | —                | نویسنده و تهیه‌کننده مشترک  |

## یادداشت
1. ↑  Hollace Starr
2. ↑  F-Stops
3. ↑  Dean Quixote
4. ↑  The Man Who Couldn't
5. ↑  A Better Place Than This